# Puchuan, Yunnan
Puchuan Xiang (kinesiska: 蒲川, 蒲川乡) är en socken i Kina. Den ligger i provinsen Yunnan, i den sydvästra delen av landet, omkring 420 kilometer väster om provinshuvudstaden Kunming. Antalet invånare är 27 049. Befolkningen består av 12 982 kvinnor och 14 067 män. Barn under 15 år utgör 23,0 %, vuxna 15-64 år 68 %, och äldre över 65 år 7,0 %.
Genomsnittlig årsnederbörd är 1 368 millimeter. Den regnigaste månaden är juli, med i genomsnitt 357 mm nederbörd, och den torraste är januari, med 8 mm nederbörd.